# Liste der Baudenkmäler in Wemding
Auf dieser Seite sind die Baudenkmäler in der schwäbischen Stadt Wemding zusammengestellt. Diese Tabelle ist eine Teilliste der Liste der Baudenkmäler in Bayern. Grundlage ist die Bayerische Denkmalliste, die auf Basis des Bayerischen Denkmalschutzgesetzes vom 1. Oktober 1973 erstmals erstellt wurde und seither durch das Bayerische Landesamt für Denkmalpflege geführt wird. Die folgenden Angaben ersetzen nicht die rechtsverbindliche Auskunft der Denkmalschutzbehörde.
 Diese Liste gibt den Fortschreibungsstand vom 12. April 2014 wieder und enthält 107 Baudenkmäler.

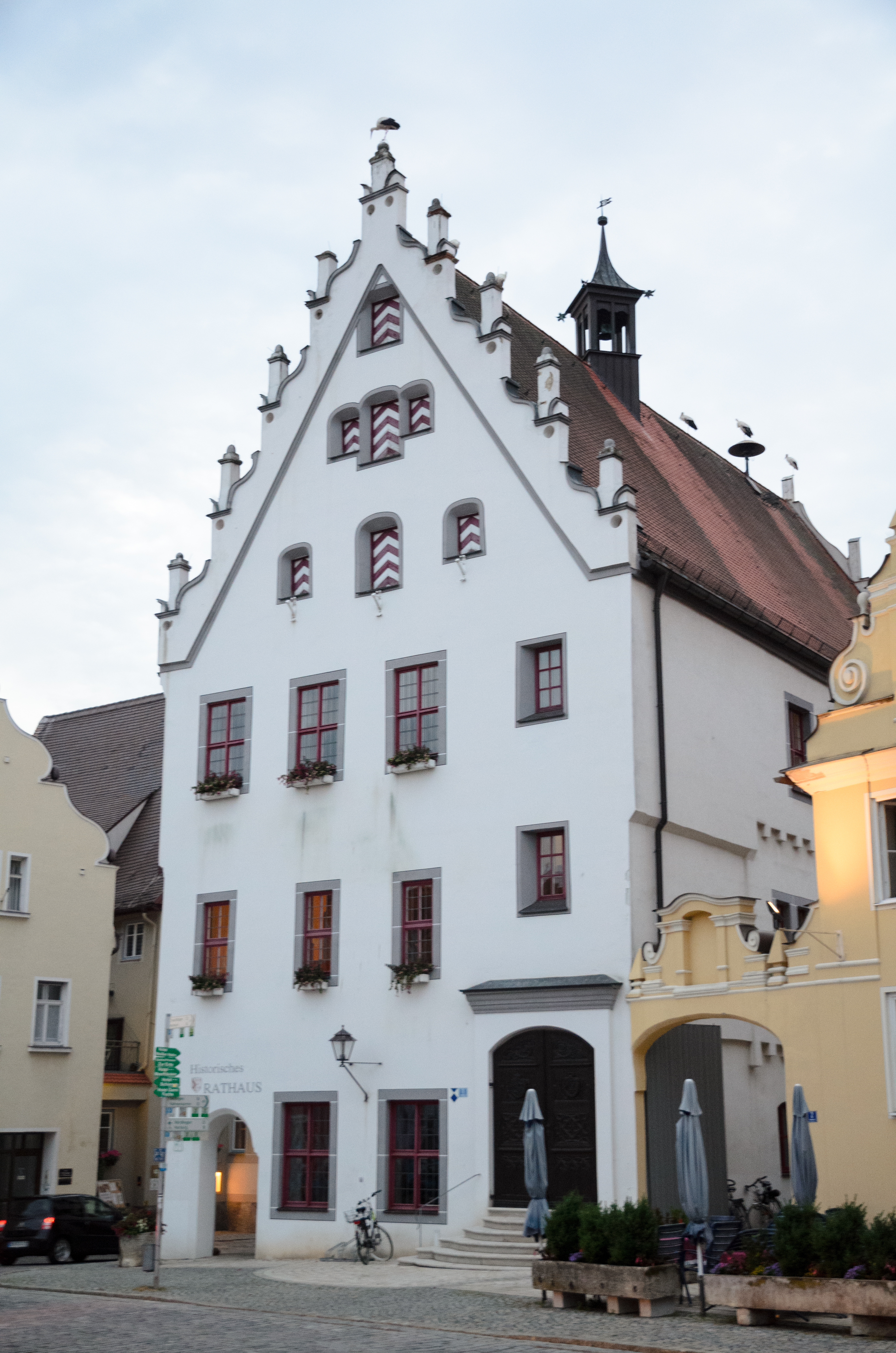
Am Marktplatz

## Ensemble Altstadt Wemding

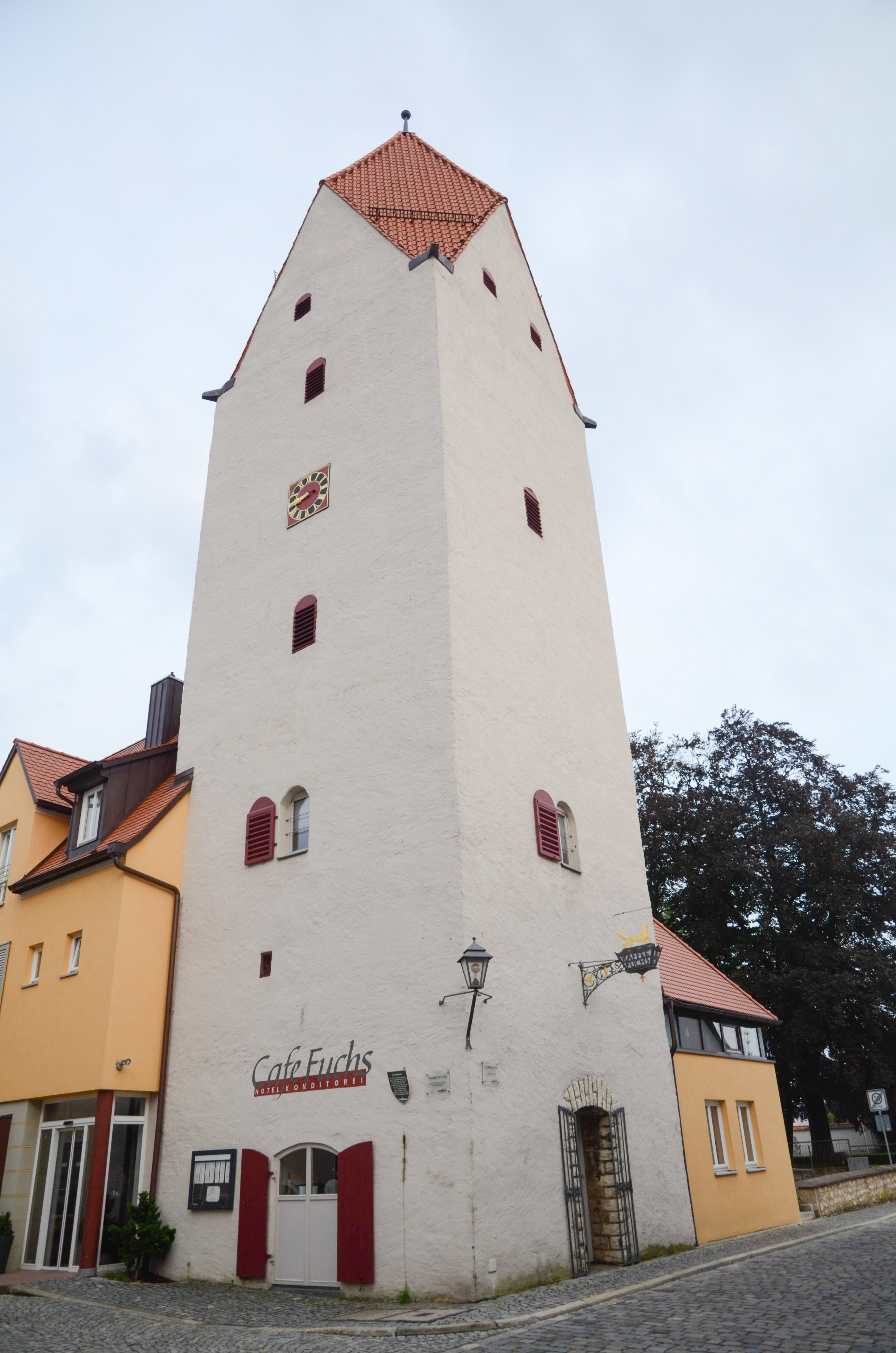
Nördlinger Torturm

Der historische Stadtraum von Wemding, wie er durch die Gesamtanlage der ehemaligen Stadtbefestigung mit Graben zwischen zwei umlaufenden Futtermauern und umlaufender Hauptmauer umgrenzt wird, ist ein Ensemble. Wemding, Gründungsstadt des 14. Jahrhunderts, ist ein anschauliches Beispiel für den Typ einer ackerbürgerlichen Siedlung und hat im Außenbild mit seinen Toren und Türmen, der dichten und unregelmäßigen Giebeldächerlandschaft hinter noch gut sichtbarer fast rundgeschlossener Stadtmauer den Charakter einer mittelalterlichen Kleinstadt bewahrt. 
Der Baubestand innerhalb der im Unterbau gut erhaltenen Befestigungsanlage zeigt auf mittelalterlicher, durch vielfache Achsenverschiebungen unregelmäßiger Grundrissstruktur im Aufrissbild quartierartig angeordnete, im Kern spätmittelalterliche Giebelhäuser mit barocken Veränderungen. Wemding liegt auf dem Abhang der Hügel, von denen die Kessellandschaft des eingesenkten Riesbeckens im Osten begrenzt wird, am Schnittpunkt zweier Verkehrsadern: der Straßen von Nördlingen nach Monheim und von Harburg nach Oettingen in Bayern. Ein königlicher Meierhof, 798 genannt, ist Ausgangspunkt der Siedlung, mit Lage nördlich der Kirche, dann die spätere Stadtpfarrkirche selbst und die nördlich sich anschließenden Häuser bis zum Wettbach (Dosbach). Der Bereich des Meierhofes besaß ursprünglich einen eigenen Mauerring, Reste sind in der Laberstraße vorhanden. 
Im 11. und 12. Jahrhundert erweitert sich die Siedlung nach Nordwesten zu beiden Seiten des Wettbachs, südlich bis zum ehemaligen Saumarkt (heute östlicher Abschnitt der Weißenbachstraße), nördlich bis zur ehemaligen Schergengasse (heute Wimpurggasse). Das wohl sehr alte, doch erst im 14. Jahrhundert sicher bezeugte Spital lag damals noch außerhalb der Ansiedlung. Neues Zentrum wird der Marktplatz, erweiterter Schnittpunkt der Verkehrsadern. Im 13. Jahrhundert ist der heutige Altstadtumfang erreicht, die Ummauerung zu Beginn des 14. Jahrhunderts umschloss bereits das ganze Stadtgebiet. 
Der Grundriss zeigt im nördlichen Halbrund des Stadtkörpers starke Orientierung am Verlauf des Baches und auffällige Unregelmäßigkeiten, in der südwestlichen und südlichen Hälfte dagegen planerische Züge: Weber-, Borken-, Lang- und Seelgasse umgreifen und durchziehen regelmäßig angelegte Quartiere fast geradlinig. Relativ axial durchschneidet das zentrale Straßenkreuz den Stadtbereich, der von Ost nach West eine Ausdehnung von 537 Metern hat, von Nord nach Süd 453 Meter. Graf Ludwig VI. von Oettingen verleiht dem Ort im Jahre 1318 das Stadtrecht, ist gleichzeitig erster Stadtherr. 

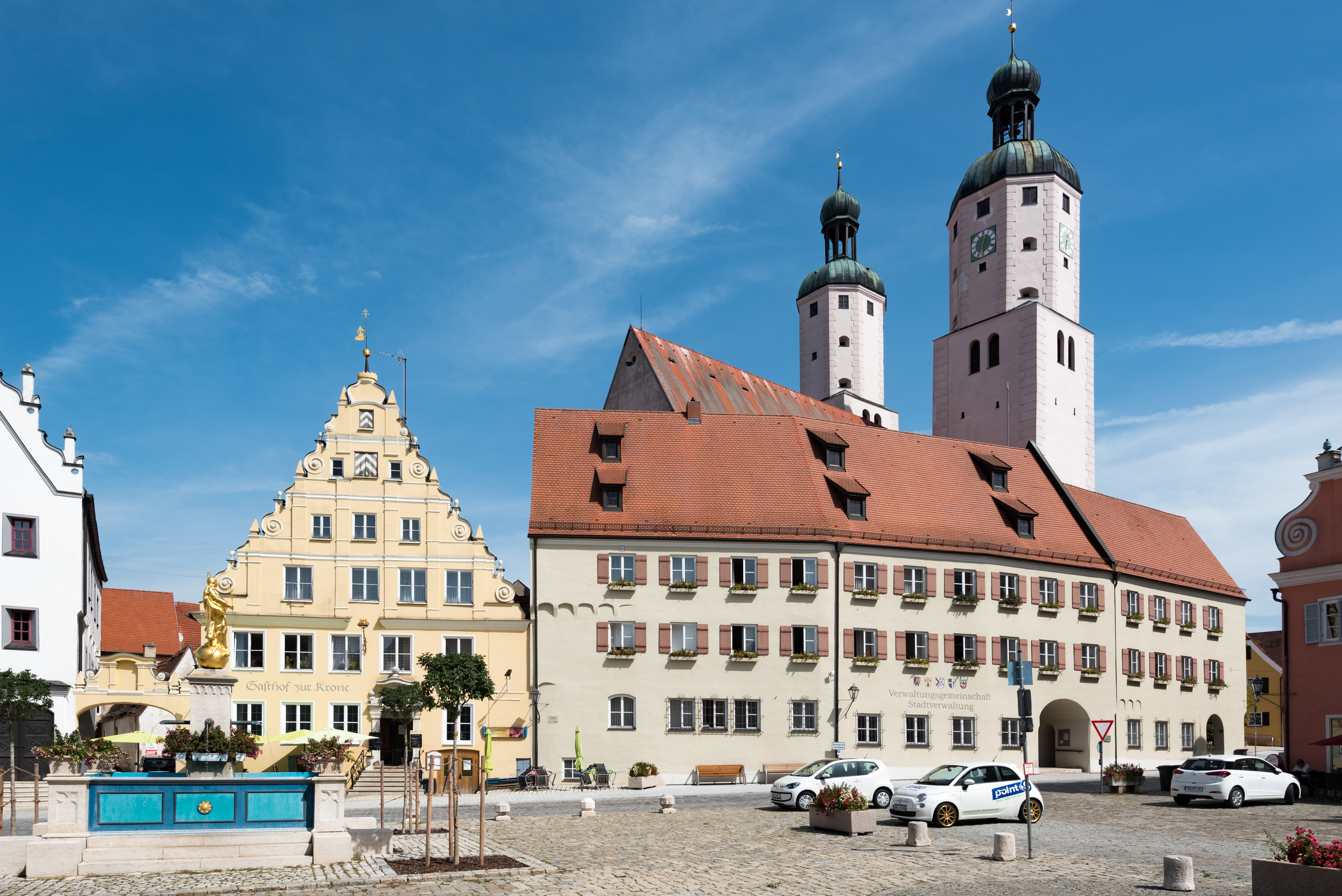
Marktplatz und Marktbrunnen

Vom Stadtgründungsjahr bis 1340 entsteht die Befestigung: der beiderseits ausgemauerte Stadtgraben, die auf der Grabeninnenseite angesetzte halbhohe Brustmauer, der Zwinger, die Hauptmauer mit Wehrgang, 30 Türmen und drei Toren mit eigenen Türmen: Amerbacher Tor im Norden, Kreuz- oder Monheimer Tor im Osten, Nördlinger Tor im Süden. Von dieser im 15. Jahrhundert erneuerten Stadtbefestigung wurden im 19. Jahrhundert die Mauertürme bis auf drei (Baronturm, Heubachturm, Folterturm), die Tore bis auf die drei Tortürme und fast der ganze Wehrgang niedergelegt. 
1467 verkauften die Oettinger die Stadt an Herzog Ludwig den Reichen von Bayern-Landshut, seit 1503 ist sie im Besitz der bayerischen Hauptlinie, bleibt es bis 1803. Innerhalb dieses Zeitraumes ist Wemding, seiner Stellung als Verwaltungsmittelpunkt einer kurbayerischen Herrschaft entsprechend, mit einem Pfleggericht belegt. Diese Funktion fördert das Wirtschaftsleben, ungünstig wirkt sich andererseits die Lage als kurbayerische Exklave zwischen Markgrafschaft Ansbach, Pfalz-Neuburg und Oettingen aus: ringsum Zollausland. 
Bis ins 20. Jahrhundert ist Wemding eine Ackerbürgerstadt mit ländlich orientierten Gewerbebetrieben geblieben, was besonders im nördlichen Teil der Stadt anschaulich wird, wo durch Mauern eingegrenzte und durch gemauerte Hoftore zugängliche landwirtschaftliche Anwesen das Straßen- und Platzbild entscheidend prägen. Aber auch in den anderen Quartieren ist der ackerbürgerlich- gewerbliche Charakter gewahrt. Auf dem deutlich unebenem Terrain der Stadt – noch fast durchgängig mit Kopfsteinpflaster belegt – gruppieren sich in unregelmäßiger axialer Ausrichtung die meist zweigeschossigen schlichten Giebelbauten, häufig von kleinen eingezäunten Nutzgärten umgeben. Infolge der stark wechselnden Häuserfluchten entstehen oft unregelmäßige Dreieckplätze, größere Platzräume wechseln mit extrem engen, insgesamt kommt es auf engem Raum zu immer neuen Straßen- und Platzbildern. Die meisten Häuser bergen einen mittelalterlichen Kern. 
Das gegenwärtige Aufrissbild stammt aber vorwiegend aus der Modernisierung, die durch Einwirkungen des Dreißigjährigen Krieges und durch den Stadtbrand von 1654 notwendig geworden war. So finden sich neben Vorkragungen des Spätmittelalters an verputzten oder offenen Fachwerkbauten häufig auch zweigeschossige Putzbauten mit geschwungenem Barockgiebel, deren Formenschatz noch der Renaissance angehört, dazu als besonders typisches Merkmal die Freitreppen mit den Kalksteinwangen. Vor allem die Haupt- und Durchgangsstraßen sind mit stattlichen Voluten- oder Schweifgiebelbauten des 17. und 18. Jahrhunderts repräsentativ gestaltet. Der Bereich um den ersten Siedlungskern wird bis heute durch Großbauten markiert: Im ehemaligen umfestigten Bereich des Fronhofes, dann Großhofes, wurde 1614 das Schloss, wenig später das Kastengebäude neu aufgeführt. Das sogenannte Neue Schloss wurde im 19. Jahrhundert abgebrochen bzw. ins Frauenklösterlein verbaut.
Aktennummer: E-7-79-228-1

## Stadtbefestigung
Die Stadtbefestigung ist eine im Unterbau gut erhaltene, ovale, beinahe kreisrunde Gesamtanlage mit Graben, Zwinger und Hauptmauer. Von den ehemaligen drei Tortürmen sind noch das Nördlinger und das Amerbacher Tor erhalten, von den ehemaligen 33 Mauertürmen sind noch der Baron-, Häutbach- und Folterturm erhalten. Die äußere Mauer ist nahezu komplett erhalten. Die innere Hauptmauer wurde überbaut und teilweise abgebrochen. Ab 1318 wurde mit dem Bau begonnen und in der 1. Hälfte des 14. Jahrhunderts wurde die Stadtbefestigung fertiggestellt. Im 19. Jahrhundert wurde sie teilweise abgebrochen und überbaut. Aktennummer: D-7-79-228-1

| Lage                            | Objekt         | Beschreibung | Akten-Nr.     | Bild           |
| ------------------------------- | -------------- | --- | ------------- | -------------- |
| Nördlinger Straße 17 (Standort) | Nördlinger Tor | Torturm, auf beinahe quadratischem Grundriss fünfgeschossig mit Rautendach, im Kern 1. Hälfte 14. Jahrhundert, Toranlage 1867 abgebrochen | D-7-79-228-55 | Nördlinger Tor |
| Rennerring 9 (Standort)         | Häutbachturm   | ehemaliger Befestigungsturm, auf annähernd quadratischem Grundriss mit Walmdach, stadtseitig mit Fachwerk und gedecktem Aufgang, über der Straße noch der gemauerte Torbogen über den ehemals offenen Häutbach zu erkennen, im Kern 14./15. Jahrhundert | D-7-79-228-1  | Häutbachturm   |
| Rennerring 17 (Standort)        | Baronturm      | ehemaliger Befestigungsturm, auf annähernd quadratischem Grundriss mit Pyramidendach, im Kern 14./15. Jahrhundert, stadtseitig einst offen und erst später ausgefacht und verbrettert                                                                   | D-7-79-228-1  | Baronturm      |
| Sandbichelring 15 (Standort)    | Folterturm     | Ehemaliger Befestigungsturm, auf fünfeckigem Grundriss mit spitzwinkliger Grabenwehr und Zeltdach, im Kern 14./15. Jahrhundert | D-7-79-228-1  | Folterturm     |
| Wallfahrtstraße 22 (Standort)   | Amerbacher Tor | Torturm mit spitzbogiger Durchfahrt und Pyramidendach, im Kern 1. Hälfte 14. Jahrhundert | D-7-79-228-87 | Amerbacher Tor |

## Baudenkmäler nach Gemeindeteilen

### Wemding
| Lage                                                | Objekt                                                           | Beschreibung | Akten-Nr.               | Bild |
| --------------------------------------------------- | ---------------------------------------------------------------- | --- | ----------------------- | --- |
| Am Büchel 3 (Standort)                              | Wohnhaus                                                         | zweigeschossiger Satteldachbau mit Zwerchhäusern an den Längsseiten, profilierten Trauf- und Giebelschrägengesimsen, Figurennische und barocker Haustüre, im Kern 2. Hälfte 17. Jahrhundert, nach Westen erweitert, Tür um 1680 | D-7-79-228-2            | Wohnhaus |
| Am Büchel 6 (Standort)                              | Ehemaliger Spitalpfarrhof                                        | jetzt Wohnhaus, zweigeschossiger Walmdachbau mit profiliertem Traufgesims, Freitreppe mit geschweiften Wangen sowie barockem, geohrtem Türgewände, 1709 | D-7-79-228-3            | Ehemaliger Spitalpfarrhof                                                                                       |
| An der Weth 4 (Standort)                            | Ackerbürgerhaus                                                  | zweigeschossiger Satteldachbau, im Hof Stallgebäude mit Stangenlaube, Vordach und Balustertreppe, im Kern 2. Hälfte 18. Jahrhundert | D-7-79-228-4            | BW |
| An der Weth 5 (Standort)                            | Ackerbürgerhaus                                                  | zweigeschossiger Satteldachbau mit ehemals winklig anschließendem Stadel, Wohnhaus 1790 (bezeichnet), Stadel (bezeichnet 1765), modern überformt und durch einen Zwischenbau verbunden | D-7-79-228-5            | Ackerbürgerhaus                                                                                                 |
| An der Weth 6 (Standort)                            | Tafel                                                            | mit langer Inschrift, gesetzt 1818; am Geburtshaus von Johann Rott, geb. 1426, Fürstbischof von Breslau (1482–1506) | D-7-79-228-6            | BW |
| Bahnhofstraße 28 (Standort)                         | Katholische Kapelle St. Leonhard                                 | ehemals zu einem Leprosenheim gehörig, rechteckiger Bau mit dreiseitigem Schluss, Stichbogenfries im Osten, oktogonalem Dachreiter über der Giebelwand, Figurennische über dem stichbogigen Portal und Sakristeianbau im Norden, wohl 2. Hälfte 16. Jahrhundert oder 15. Jahrhundert mit Veränderungen im 16. Jahrhundert; mit Ausstattung | D-7-79-228-7            | weitere Bilder                                                                                                  |
| Bahnhofstraße 32 (Standort)                         | Ehemalige Bahnhofgaststätte                                      | jetzt Wohn- und Geschäftshaus, zweigeschossiger Bau mit risalitartig vorkragenden Zwerchhäusern, Krüppelwalmdach, Zierfachwerk im Dachgeschoss, aufgeputzter Eckquaderung und aufgeputzten Kragsteinen an den Fenstern, im Heimatstil errichtet, 1904 (bezeichnet) | D-7-79-228-8            | weitere Bilder                                                                                                  |
| Bahnhofstraße 41 (Standort)                         | Ehemaliges Bahnhofsempfangsgebäude                               | jetzt Geschäftshaus, zwei- und dreigeschossiger Bau auf winkligem Grundriss mit Zwerchhaus, Halbwalmdach, Gurtgesims, aufgeputzter Eckquaderung, aufgeputzten Kragsteinen bzw. vorkragenden Stürzen an den Fenstern und abwechslungsreicher Dachlandschaft, im Heimatstil errichtet, um 1904 | D-7-79-228-9            | Ehemaliges Bahnhofsempfangsgebäude                                                                              |
| Borkengasse 1 (Standort)                            | Wohnhaus                                                         | zweigeschossiger Satteldachbau mit profilierten Giebelgesimsen und Aufzugsöffnungen, 18. Jahrhundert | D-7-79-228-10           | BW |
| Borkengasse 4 (Standort)                            | Wohnhaus                                                         | zweigeschossiger Satteldachbau mit vorkragendem, verputztem Fachwerkgiebel, im Kern 15./16. Jahrhundert | D-7-79-228-11           | BW |
| Fischkasten 3 (Standort)                            | Wohnhaus                                                         | zweigeschossiger Bau mit Halmwalmdach und historistischer Haustür, im Kern 16./17. Jahrhundert, Mitte 19. Jahrhundert verändert | D-7-79-228-12           | BW |
| Harburger Straße 94 (Standort)                      | Bildstock                                                        | auf vierseitigem Pfeiler ein Gehäuse mit Rundbogenöffnung und Pyramidendach, 20. Jahrhundert | D-7-79-228-112          | BW |
| Häutbachgasse 3 (Standort)                          | Wohnhaus                                                         | zweigeschossiger Satteldachbau mit verputztem, dreifach vorkragendem Fachwerkgiebel und Knaggen, im Kern 2. Hälfte 15. Jahrhundert | D-7-79-228-14           | Wohnhaus |
| Kapuzinergraben 21 (Standort)                       | Katholische Karmelitinnenklosterkirche Maria Mutter des Erlösers | Saalbau mit eingezogenem Rechteckchor, Kapellen- und Sakristeianbau im Norden, quadratischem Dachreiter über dem Chor und ädikulagerahmtem Portal im Westen, 1669 ff., 1725 nach Einsturz Erneuerung, 1995 ff. durch Karl Frey, Winfried Glasmann und Robert Fürsich saniert; mit Ausstattung | D-7-79-228-17           | BW |
| Kapuzinergraben 21 (Standort)                       | Klostergebäude                                                   | südlich an die Kirche anschließende zweigeschossige Dreiflügelanlage mit Satteldächern um einen Rechteckhof, 1669 ff., 1995 ff. für die Nutzung durch die Karmelitinnen umgebaut und erweitert durch Karl Frey, Winfried Glasmann und Robert Fürsich | D-7-79-228-17           | BW |
| Kapuzinergraben 21 (Standort)                       | Klostergebäude                                                   | Einfriedung, wohl 2. Hälfte 17. Jahrhundert | D-7-79-228-17           | BW |
| Kapuzinergraben 21 (Standort)                       | Klostergarten                                                    | wohl 2. Hälfte 17. Jahrhundert | D-7-79-228-17           | BW |
| Labergasse 8 (Standort)                             | Kleinhaus                                                        | zweigeschossiger Satteldachbau mit nach Nordwesten getreppt vorkragendem Obergeschoss, im Kern 17. Jahrhundert | D-7-79-228-20           | Kleinhaus |
| Langgasse 6 (Standort)                              | Wohn- und Geschäftshaus                                          | zweigeschossiger Satteldachbau mit geschnitzten Eckpfosten am Fachwerk des Obergeschosses, Ende 17. Jahrhundert, Erdgeschoss stark überformt | D-7-79-228-22           | BW |
| Langgasse 8 (Standort)                              | Wohnhaus                                                         | zweigeschossiger Satteldachbau mit profilierten Gesimsen an Traufe und Schweifgiebel, 2. Viertel 18. Jahrhundert, rückseitig erweitert | D-7-79-228-23           | Wohnhaus |
| Langgasse 10 (Standort)                             | Wohnhaus                                                         | zweigeschossiger Mansardsatteldachbau mit Volutengiebel, Anfang 18. Jahrhundert | D-7-79-228-24           | Wohnhaus |
| Langgasse 17 (Standort)                             | Hausfigur                                                        | hl. Emmeram, spätgotisch | D-7-79-228-25           | BW |
| Langgasse 24 (Standort)                             | Wohnhaus                                                         | zweigeschossiger Satteldachbau mit bemerkenswertem offenen Fachwerk in Obergeschoss und Giebel, neugotischer Füllungstüre und neugotischem Treppengeländer am überdachten Aufgang des winklig angebauten Nebenflügels, Obergeschoss 1462, Giebel Ende 16, Jahrhundert, Tür und Treppengeländer Mitte 19. Jahrhundert | D-7-79-228-26           | Wohnhaus |
| Langgasse 26 (Standort)                             | Freitreppe                                                       | mit profilierten Kalksteinwangen, 18. Jahrhundert | D-7-79-228-27           | Freitreppe |
| Langgasse 28 (Standort)                             | Freitreppe                                                       | mit profilierten Kalksteinwangen, 18. Jahrhundert | D-7-79-228-28           | BW |
| Mangoldstraße 1, 3 (Standort)                       | Katholische Stadtpfarrkirche St. Emmeram                         | einschiffiges Langhaus mit eingezogenem Polygonalchor mit Strebepfeilern, zu Seitenkapellen erweiterten östlichen Langhausjochen, zwei Türmen mit Oktogon und Laternenhaube in den Chorwinkeln, Treppentürmen im Westen und Süden sowie Sakristeianbau südöstlich am Chor, im Kern romanische dreischiffige und kreuzförmige Basilika, mehrfach umgebaut, Teile der Langhausmauern, des Querschiffs und des Südturms um 1130 bis 1160, Chor Anfang 14. Jahrhundert erneuert und 1308 geweiht, 1559 nach Brand Wiederherstellung des Südturms, 1593/94 Erbauung der westlichen Seitenkapellen, um 1600 Erneuerung von Dachstuhl und Decke im Langhaus, 1619 mit Erbauung des Nordturms begonnen, 1654 Anbau der westlichen Sakristei, 1661/62 Ausbau des Nord- und Erhöhung des Südturms nach Plan von Constantin Pader und unter Leitung von Wolf Reiter, 1807 Anbau der östlichen Sakristei; mit Ausstattung (siehe auch: Sechs Werke der Barmherzigkeit (St. Emmeram, Wemding) und Drei Stände (St. Emmeram, Wemding)) | D-7-79-228-30           | weitere Bilder                                                                                                  |
| Mangoldstraße 5 (Standort)                          | Ehemaliges Frauenklösterlein                                     | jetzt Geschäftshaus, zweigeschossiges Eckhaus mit Halbwalmdach und profiliertem Trauf- und Giebelgesimsen, 1805 | D-7-79-228-31           | Ehemaliges Frauenklösterlein                                                                                    |
| Mangoldstraße 5 (Standort)                          | Einfriedung                                                      | mit einem offenemn und einem vermauerten rundbogigen Durchgang, wohl 19. Jahrhundert | D-7-79-228-31           | Einfriedung |
| Mangoldstraße 6 (Standort)                          | Ehemaliges Forstamt                                              | jetzt Wohn- und Geschäftshaus, zweigeschossiger Satteldachbau mit dreigeschossigem Volutengiebel mit Giebelgesimsen, Kugel- und Obeliskenaufsätzen sowie geohrten Putzrahmen um die Fenster, Ende 17. Jahrhundert | D-7-79-228-32           | Ehemaliges Forstamt                                                                                             |
| Mangoldstraße 9 (Standort)                          | Wohnhaus                                                         | zweigeschossiger Satteldachbau mit Schweifgiebel, profilierten Geschossgesimsen und Putzrustika im Erdgeschoss sowie historistischer Füllungstür, im Kern 18. Jahrhundert, Fassade wohl 1. Drittel 19. Jahrhundert | D-7-79-228-33 Wikidata  | Wohnhaus |
| Mangoldstraße 10 (Standort)                         | Wohn- und Geschäftshaus                                          | zweigeschossiger Satteldachbau mit offenem Fachwerk im Obergeschoss und vorkragendem Giebel, im Kern letztes Viertel 15. Jahrhundert, vielleicht um 1460 (modern bezeichnet), rückseitig verändert und Erdgeschoss stark überformt | D-7-79-228-34           | Wohn- und Geschäftshaus                                                                                         |
| Mangoldstraße 11 (Standort)                         | Wohn- und Geschäftshaus                                          | zweigeschossiger Satteldachbau mit Schweifgiebel und Kranbalken, im Kern 2. Viertel 18. Jahrhundert, rückseitig erweitert und Erdgeschoss stark überformt | D-7-79-228-35           | Wohn- und Geschäftshaus                                                                                         |
| Mangoldstraße 14 (Standort)                         | Ausleger                                                         | Ende 17. Jahrhundert | D-7-79-228-36 Wikidata  | Ausleger |
| Marktplatz (Standort)                               | Marienbrunnen                                                    | in rechteckigem Becken mit Maßwerksdekor ein Pfeiler mit Bogenfries und bekrönender Maria Immaculata, in neugotischen Formen errichtet, 1837, Marienfigur 1815 (bezeichnet) | D-7-79-228-48           | Marienbrunnen                                                                                                   |
| Marktplatz 1 (Standort)                             | Rathaus                                                          | dreigeschossiger Satteldachbau mit dreigeschossigem, mit Zinnen, Kugelaufsätzen und geschweiften Gesimsstücken besetztem Giebel und Dachreiter, das Erdgeschoss massiv gemauert mit Freitreppe zum Haupteingang mit neugotischem Portal, gewölbtem Arkadengang im Westen und ehemalige Schranne, Obergeschoss seitlich vorkragend in Fachwerkkonstruktion, das zweite Obergeschoss wiederum vorkragend aber massiv gemauert, anstelle eines Vorgängerbaus errichtet, 1551/52 (bezeichnet) | D-7-79-228-37           | weitere Bilder                                                                                                  |
| Marktplatz 2 (Standort)                             | Gasthof zur Krone                                                | zweigeschossiger Satteldachbau mit Ecklisenen, kräftig profiliertem Trauf- und Giebelsohlegesims, der viergeschossige Volutengiebel mit Lisenen, Gesimsen und aufgesetzten Obelisken dekoriert, mit Pilastern gerahmtes Portal mit Schweifgiebel und Kugelaufsätzen, 1727 (bezeichnet); segmentbogiges Hoftor mit ädikulaartigem, von Volutenschenkeln und Obelisken flankiertem Aufsatz, bauzeitlich, um 1727 | D-7-79-228-38           | Gasthof zur Krone                                                                                               |
| Marktplatz 3 (Standort)                             | Ehemalige Metzg und Lateinschule                                 | jetzt Stadtverwaltung, dreigeschossiger stumpfwinklig geknickter Satteldachbau mit stichbogigem, gewölbtem Durchgang zur Stadtpfarrkirche, im älteren westlichen Teil über den Obergeschossen Bogenfriese, nach 1482 anstelle der abgebrochenen Johanneskapelle errichtet, 1540 östlicher Anbau | D-7-79-228-39           | Ehemalige Metzg und Lateinschule                                                                                |
| Marktplatz 4 (Standort)                             | Wohn- und Geschäftshaus                                          | zweigeschossiger Satteldachbau mit Volutengiebel, Giebelgesimsen, Ziervasen und Kranbalken, 1. Drittel 18. Jahrhundert | D-7-79-228-40           | Wohn- und Geschäftshaus                                                                                         |
| Marktplatz 7 (Standort)                             | Wohn- und Geschäftshaus                                          | zweigeschossiger Satteldachbau mit Volutengiebel, 2. Viertel 18. Jahrhundert | D-7-79-228-43           | Wohn- und Geschäftshaus                                                                                         |
| Marktplatz 8 (Standort)                             | Wohn- und Geschäftshaus                                          | zweigeschossiger Bau mit Mansardwalmdach und Zwerchgiebel mit Geschossgesimsen, geknickten Voluten und Ziervasen, um 1800 | D-7-79-228-44           | Wohn- und Geschäftshaus                                                                                         |
| Marktplatz 9 (Standort)                             | Gasthaus                                                         | zweigeschossiger Satteldachbau mit durch Geschossgesimse und geschwellte Pilaster gegliedertem Volutengiebel mit Aufzugsöffnungen, Freitreppe, mit Pilastern gerahmtem Portal und Ausleger, 1. Drittel 18. Jahrhundert | D-7-79-228-45           | Gasthaus |
| Marktplatz 12 (Standort)                            | Wohn- und Geschäftshaus                                          | zweigeschossiger Satteldachbau mit Schweifgiebel, 1. Drittel 18. Jahrhundert, Erdgeschoss stark überformt | D-7-79-228-47           | Wohn- und Geschäftshaus                                                                                         |
| Monheimer Straße (Standort)                         | Steinkreuz                                                       | wohl Sühnekreuz in Hochrelief, mittelalterlich | D-7-79-228-113          | Steinkreuz |
| Monheimer Straße 2 (Standort)                       | Ehemaliges Gasthaus Kreuzwirtskeller                             | jetzt Geschäftshaus, erdgeschossiger Bau mit Mansard-Walmdach, Rundbogenfenster, Zahnschnittfries und ädikulaartig gerahmtem Portal, um 1810/20 | D-7-79-228-18 Wikidata  | weitere Bilder                                                                                                  |
| Monheimer Straße 3 (Standort)                       | Bildstock                                                        | auf vierseitigem Sockel mit kräftigem Profilgesims ein Gehäuse mit leicht geschweiftem Satteldach, Kreuzbekrönung und Rundbogennische, 17. Jahrhundert; mit Ausstattung | D-7-79-228-102 Wikidata | weitere Bilder                                                                                                  |
| Nördlinger Straße (beim Kapuzinergraben) (Standort) | Brunnen                                                          | auf einem Sockel ein Fisch mit obeliskartigem Pfeiler mit Wolken und Auge Gottes im Strahlennimbus auf dem Rücken sowie mit vorgesetztem Wasserbecken, um 1725 | D-7-79-228-56           | [[Vorlage:Bilderwunsch/code!/C:48.872534,10.722302!/D:Nördlinger Straße (beim Kapuzinergraben), Brunnen!/\|BW]] |
| Nördlinger Straße 2 (Standort)                      | Wohn- und Geschäftshaus                                          | zweigeschossiger Satteldachbau mit Schweifgiebel, Giebelgesimsen und Kugelaufsatz, Eckarkade und Bäckerzeichen, im Kern 16. Jahrhundert, Fassade 2. Viertel 18. Jahrhundert | D-7-79-228-49           | Wohn- und Geschäftshaus                                                                                         |
| Nördlinger Straße 6 (Standort)                      | Wohnhaus                                                         | zweigeschossiger Satteldachbau mit offenem Fachwerk in Obergeschoss und Giebel, im Kern 2. Hälfte 17. Jahrhundert, vielleicht um 1464 (modern bezeichnet) | D-7-79-228-50           | Wohnhaus |
| Nördlinger Straße 8 (Standort)                      | Wohn- und Geschäftshaus                                          | zweigeschossiger Mansardsatteldachbau mit gerundetem Eckerker, Schweifgiebel und Giebelgesimsen, Ende 19. Jahrhundert; Nebengebäude, zweigeschossig mit Satteldach und Schweifgiebel, Ende 19. Jahrhundert | D-7-79-228-51           | BW |
| Nördlinger Straße 13 (Standort)                     | Wohn- und Geschäftshaus                                          | zweigeschossiger Satteldachbau mit Schweifgiebel und Schwalbenschwanzaufsatz, nach Mitte 17. Jahrhundert | D-7-79-228-53           | Wohn- und Geschäftshaus                                                                                         |
| Nördlinger Straße 15 (Standort)                     | Wohn- und Geschäftshaus                                          | zweigeschossiger Satteldachbau mit durch Gesimse und Lisenen gegliedertem Schweifgiebel, Mitte 18. Jahrhundert | D-7-79-228-54           | Wohn- und Geschäftshaus                                                                                         |
| Oettinger Straße 4 (Standort)                       | Gasthof zum Fuchsen                                              | neubarocker, zweigeschossiger Satteldachbau mit Gurtgesims und Volutengiebel mit Gesimsgliederung, 1930 (bezeichnet) | D-7-79-228-57           | Gasthof zum Fuchsen                                                                                             |
| Pfarrhofgasse 1 (Standort)                          | Wohn- und Geschäftshaus                                          | zweigeschossiger Satteldachbau mit durch Lisenen und Gesimse gegliedertem Volutengiebel mit Kugelaufsätzen, 1. Drittel 18. Jahrhundert | D-7-79-228-62           | Wohn- und Geschäftshaus                                                                                         |
| Pfarrhofgasse 4 (Standort)                          | Stadtpfarrhaus                                                   | zweigeschossiger Satteldachbau auf winkligem Grundriss mit Giebelgesimsen und mit geschweiftem, durch Lisenen mit Kugelaufsätzen gegliedertem Ziergiebel im Nordwesten, im Kern mittelalterlich, 1611 erweitert, mehrfach erneuert; Einfriedung, wohl 18. Jahrhundert | D-7-79-228-63           | Stadtpfarrhaus                                                                                                  |
| Rennerring 23 (Standort)                            | Wohnhaus                                                         | erdgeschossiger Mansardwalmdachbau mit Freitreppe und gestemmter Füllungstür, ausgehendes 18. Jahrhundert, Tür Mitte 19. Jahrhundert | D-7-79-228-68           | BW |
| Rennerring 31 (Standort)                            | Kleinhaus                                                        | zweigeschossiger Satteldachbau mit vorkragendem Obergeschoss in verputztem Fachwerk, an das Amerbacher Tor angebaut, im Kern 17. Jahrhundert | D-7-79-228-69           | Kleinhaus |
| Sandbichelring 12 (Standort)                        | Wohnhaus                                                         | zweigeschossiger Satteldachbau mit wenig vorkragendem Obergeschoss in verputztem Fachwerk, im Kern 1. Hälfte 16. Jahrhundert, rückseitig erweitert | D-7-79-228-70           | BW |
| Schloßhof 1 (Standort)                              | Ehemaliges Kastenhaus                                            | jetzt Heimatmuseum und Bücherei, dreigeschossiger Satteldachbau mit Schwalbenschwanz-Zinnengiebel und Stichbogenfries unter der Traufe, 4. Viertel 16. Jahrhundert | D-7-79-228-72           | weitere Bilder                                                                                                  |
| Schloßhof 12 (Standort)                             | Wohnhaus                                                         | zweigeschossiger Satteldachbau mit Gurt- und Giebelgesimsen, Aufzugsöffnungen sowie einer Gedenktafel und Figurennische mit Hausmadonna, Geburtshaus David Laber, um 1700 | D-7-79-228-121          | Wohnhaus |
| Schwalbheide; an der Straße nach Gosheim (Standort) | Wegkapelle                                                       | rechteckiges Gehäuse mit Satteldach, Stichbogenöffnung, kräftig profilierten Gurt-, Trauf- und Giebelgesimsen sowie Felderungen, Muscheldekor und Blendnischen, 17./18. Jahrhundert; mit Ausstattung | D-7-79-228-111          | BW |
| Spitalgasse 1, Häutbachgasse 2 (Standort)           | Katholische Spitalkirche Mariae Geburt                           | östlich an das Spitalgebäude anschließend, Saalbau mit wenig eingezogenem, dreiseitig geschlossenem Chor, oktogonalem Dachreiter über dem Chorbogen, Sakristeianbau im Südosten und Kanzelaufgang im Norden, Chor wohl Anfang 14. Jahrhundert, Langhaus um 1375 nach Westen verlängert; mit Ausstattung | D-7-79-228-73           | Katholische Spitalkirche Mariae Geburt                                                                          |
| Spitalgasse 1, Häutbachgasse 2 (Standort)           | Ehemaliges Spital                                                | jetzt Altenheim, westlich an die Spitalkirche anschließend, zweigeschossiger Satteldachbau mit vorkragendem Giebel, im Kern 2. Hälfte 15. Jahrhundert, 1722 nach Westen erweitert, stark erneuert | D-7-79-228-73           | Ehemaliges Spital                                                                                               |
| Spitalgasse 1, Häutbachgasse 2 (Standort)           | Brunnen                                                          | in gestreckt hexagonalem Becken ein Pfeiler mit Kreuzsatteldach und Neurenaissance-Ornamenten, Mitte 19. Jahrhundert | D-7-79-228-73           | BW |
| Spitalgasse 3 (Standort)                            | Kleinhaus                                                        | erdgeschossiger Satteldachbau mit Putzrustika an den Ecken, 18. Jahrhundert, Fassade 19. Jahrhundert | D-7-79-228-74           | BW |
| Vischergasse 6 (Standort)                           | Ehemaliges Mesnerhaus                                            | jetzt Wohnhaus, zweigeschossiger Satteldachbau mit gemauertem Erdgeschoss, Ober- und Giebelgeschosse mit Aufzugsöffnungen in offenem Fachwerk, 1. Hälfte 18. Jahrhundert; Hofmauer mit korbbogiger Durchfahrt, bauzeitlich | D-7-79-228-75           | BW |
| Vischergasse 8 (Standort)                           | Wohnhaus                                                         | zweigeschossiger Satteldachbau mit offenem Fachwerk in Obergeschoss und vorkragendem Giebel mit Aufzugsöffnungen und Kranbalken, 1. Hälfte 17. Jahrhundert | D-7-79-228-76           | BW |
| Wallfahrtstraße 1 (Standort)                        | Hotel                                                            | dreigeschossiger Satteldachbau mit dreifach vorkragendem Fachwerkgiebel und Bodenerker, im Kern Ende 15. Jahrhundert, im 20. Jahrhundert weitgehend erneuert | D-7-79-228-77 Wikidata  | Hotel |
| Wallfahrtstraße 2 (Standort)                        | Wohnhaus                                                         | dreigeschossiger Satteldachbau mit vorkragendem Obergeschoss, Giebel in verputztem Fachwerk und Figurennische, im Kern wohl 15. Jahrhundert | D-7-79-228-78           | Wohnhaus |
| Wallfahrtstraße 3 (Standort)                        | Wohn- und Geschäftshaus                                          | zweigeschossiger Satteldachbau mit Schweifgiebel und modernem Erker, Anfang 18. Jahrhundert, im 20. Jahrhundert überformt und rückseitig erweitert | D-7-79-228-79           | BW |
| Wallfahrtstraße 4 (Standort)                        | Wohn- und Geschäftshaus                                          | zweigeschossiger Satteldachbau mit Schweifgiebel, Giebelgesimsen und Aufzugsöffnungen, 1. Drittel 18. Jahrhundert | D-7-79-228-80           | Wohn- und Geschäftshaus                                                                                         |
| Wallfahrtstraße 6 (Standort)                        | Gasthof zur Ente                                                 | zweigeschossiger Satteldachbau mit durch Gesimse gegliedertem Volutengiebel und mit Pilastern gerahmtem Portal mit Schweifgiebel, 1737 (bezeichnet), modern erweitert | D-7-79-228-81           | Gasthof zur Ente                                                                                                |
| Wallfahrtstraße 9 (Standort)                        | Wohn- und Geschäftshaus                                          | zweigeschossiger Satteldachbau mit Ecklisenen, Schweifgiebel und Giebelgesimsen, frühes 18. Jahrhundert, nach Westen erweitert | D-7-79-228-82 Wikidata  | Wohn- und Geschäftshaus                                                                                         |
| Wallfahrtstraße 21 (Standort)                       | Gasthaus zum weißen Hahn                                         | zweigeschossiger Satteldachbau mit polygonalem Eckerker und zweigeschossigem Treppengiebel mit Zinnenaufsätzen und Kielbögen, Mitte 16. Jahrhundert, modern erweitert | D-7-79-228-86           | Gasthaus zum weißen Hahn                                                                                        |
| Wallfahrtstraße 25 (Standort)                       | Wohnhaus                                                         | zweigeschossiger Satteldachbau mit über Pflockkonsolen vorkragendem Obergeschoss und Giebel in verputztem Fachwerk, barockem Türgerüst und Kalksteinwangen an der Freitreppe, Geburtshaus Dr. Johannes Scheyring (1454), im Kern Mitte 15. Jahrhundert, Giebel 19. Jahrhundert | D-7-79-228-88           | Wohnhaus |
| Webergasse 4 (Standort)                             | Wohnhaus                                                         | erdgeschossiger Satteldachbau mit verputztem Fachwerk und vorkragendem Giebelgeschoss, im Kern 16. Jahrhundert | D-7-79-228-90           | BW |
| Weißenbachstraße 3 (Standort)                       | Wohn- und Geschäftshaus                                          | zweigeschossiger Satteldachbau mit offenem Fachwerk in Ober- und Giebelgeschoss, liegendem Stuhl, Sprengwerk, Aufzugsöffnungen und Kranbalken sowie mit neugotischem Türblatt, modern bezeichnet 1459, wohl erst Ende 15. Jahrhundert, rückseitig erweitert; Hoftor, mit spitzbogig ausgerundeter Durchfahrt, wohl 18. Jahrhundert | D-7-79-228-92           | BW |
| Weißenbachstraße 5 (Standort)                       | Wohnhaus                                                         | zweigeschossiger Satteldachbau mit Schweifgiebel mit Zierknäufen und Giebelgesimse, sowie aufgeputzter Rustika an Erdgeschoss und Ecken und Stuckornamenten, um 1800 | D-7-79-228-94           | Wohnhaus |
| Weißenbachstraße 5 (Standort)                       | Hoftor                                                           | mit spitzbogig ausgerundeter Durchfahrt, wohl 18. Jahrhundert | D-7-79-228-94           | BW |
| Weißenbachstraße 10 (Standort)                      | Wohnhaus                                                         | zweigeschossiger Satteldachbau mit Schweifgiebel, Aufzugsöffnung und Stichbogenfenster im Erdgeschoss, im Kern vielleicht 18. Jahrhundert, im 19. Jahrhundert verändert | D-7-79-228-95           | Wohnhaus |
| Weißenbachstraße 11 (Standort)                      | Wohnhaus                                                         | zweigeschossiger Satteldachbau mit verputztem, zweifach vorkragendem Fachwerkgiebel und Aufzugsöffnungen, im Kern 16. Jahrhundert, Erdgeschoss stark überformt | D-7-79-228-96           | Wohnhaus |
| Weißenbachstraße 12 (Standort)                      | Wohnhaus                                                         | zweigeschossiger Satteldachbau mit offenem Fachwerk im Giebel mit Aufzugsöffnung, modern bezeichnet 1446, im Kern vielleicht 17. Jahrhundert, Fachwerk im Stil des 17./18. Jahrhundert modern nachgeahmt | D-7-79-228-97           | Wohnhaus |
| Weißenbachstraße 16 (Standort)                      | Wohnhaus                                                         | zweigeschossiger Satteldachbau mit gesprengtem Dreiecksgiebel und Geschossgesimsen, modern bezeichnet 1452, im Kern wohl 18. Jahrhundert | D-7-79-228-98           | Wohnhaus |
| Weißenbachstraße 22 (Standort)                      | Wohnhaus                                                         | zweigeschossiger Satteldachbau mit Mansardsatteldach, 2. Viertel 19. Jahrhundert | D-7-79-228-99           | Wohnhaus |
| Wimburggasse 11 (Standort)                          | Ackerbürgerhaus                                                  | zweigeschossiger Satteldachbau mit Schweifgiebel nach Osten und Halbgiebel nach Westen, 18. Jahrhundert | D-7-79-228-100          | BW |
| Wimburggasse 11 (Standort)                          | Stadel                                                           | Satteldachbau mit Fachwerkgiebel, ausgehendes 18. Jahrhundert, nach Osten erweitert | D-7-79-228-100          | BW |
| Wolferstädter Straße 2 (Standort)                   | Katholische Friedhofskapelle St. Johannes der Täufer             | Saalbau mit eingezogenem, wenig nach Süden geneigtem Chor, über Eck gestellten Strebepfeilern mit dazwischen liegendem Segmentbogenfries, Zahnschnitt unter der Traufe und oktogonalem Dachreiter über der Giebelwand mit Ecklisenen und höhengestaffeltem Bogenfries, 1482; mit Ausstattung; Grabkapelle, annähernd quadratisches Gehäuse mit Satteldach, dreiseitigem Schluss, Ecklisenen, korbbogigem Eingang und Wetterfahne mit Tödlein, 1710 (bezeichnet); mit Ausstattung | D-7-79-228-101 Wikidata | Katholische Friedhofskapelle St. Johannes der Täufer                                                            |
| Wolferstädter Straße 4 (Standort)                   | Leichenhaus                                                      | erdgeschossiger Satteldachbau mit übergiebelten Mittelrisaliten mit Pilastergliederung, Gurtgesims, genuteten Ecklisenen und Rundbogenfenster, Mitte 19. Jahrhundert | D-7-79-228-103          | BW |
| Wolfgangstraße 2 (Standort)                         | Ehemaliges Gasthaus                                              | zweigeschossiger Satteldachbau mit Volutengiebel, Giebelgesimsen und Aufzugsöffnungen, 1. Drittel 18. Jahrhundert | D-7-79-228-105          | Ehemaliges Gasthaus                                                                                             |
| Wolfgangstraße 4 (Standort)                         | Ehemaliges Gasthaus                                              | zweigeschossiger Satteldachbau mit Schweifgiebel und Giebelgesimsen, 2. Viertel 18. Jahrhundert | D-7-79-228-106          | BW |
| Wolfgangstraße 6 (Standort)                         | Wohnhaus                                                         | zweigeschossiger Satteldachbau mit Freitreppe, mit Pilastern gerahmter Tür und Ansatz eines Stichbogenfrieses, im Kern 16. Jahrhundert, 1. Hälfte 18. Jahrhundert und modern erneuert | D-7-79-228-107          | Wohnhaus |
| Wolfgangstraße 7 (Standort)                         | Ehemaliges Predigerhaus                                          | zweigeschossiger Satteldachbau mit geohrten Putzrahmen um die Fenster und Maßwerkornament, 19. Jahrhundert | D-7-79-228-120          | BW |
| Wolfgangstraße 8 (Standort)                         | Wohn- und Geschäftshaus                                          | zweigeschossiger Satteldachbau mit Freitreppe und Lisenengliederung im Giebel mit Schwalbenschwanzaufsatz, nachgotisch, modern bezeichnet 1455, im Kern wohl Mitte 16. Jahrhundert | D-7-79-228-108          | Wohn- und Geschäftshaus                                                                                         |
| Wolfgangstraße 14 (Standort)                        | Apotheke und Wohnhaus                                            | zweigeschossiger Satteldachbau mit verputztem Fachwerkgiebel, modern bezeichnet 1454, im Kern Ende 15. Jahrhundert | D-7-79-228-109          | Apotheke und Wohnhaus                                                                                           |

### Amerbach
| Lage                    | Objekt                             | Beschreibung | Akten-Nr.      | Bild           |
| ----------------------- | ---------------------------------- | --- | -------------- | -------------- |
| Kirchplatz 1 (Standort) | Katholische Filialkirche St. Alban | ehemalige Chorturmkirche, Kirchenschiff mit westlicher Vorhalle und Chor auf kreuzförmigem Grundriss mit seitlich abgeschrägten Armen an den ehemaligen Chorturm mit Oktogon mit Ecklisenen anstoßend und mit Sakristeianbauten im Süden und Osten, um 1400 Turmunterbau, nach 1750 Turmoktogon und Haube aufgesetzt, 1928 Anbau von Chor und Langhaus, Sakristeianbauten modern; mit Ausstattung | D-7-79-228-114 | weitere Bilder |
| Vitusplatz (Standort)   | Wegkapelle                         | rechteckiges Gehäuse mit geschweiftem Giebel und halbrundem Schluss, 1824 (bezeichnet). | D-7-79-228-115 | Wegkapelle     |

### Amerbacherkreut
| Lage                                                           | Objekt                 | Beschreibung | Akten-Nr.      | Bild                   |
| -------------------------------------------------------------- | ---------------------- | --- | -------------- | ---------------------- |
| Kreuth 9 (Standort)                                            | Bildstock              | Säule mit rechteckigem Gehäuse, Satteldach, spitzbogiger Nische und Stiftertafel, 1625 oder 1675 (bezeichnet)                           | D-7-79-228-119 | Bildstock              |
| Staatsstraße 2214 (Standort)                                   | Bildstock              | Säule mit rechteckigem Gehäuse, Satteldach und spitzbogiger Nische, im Kern 17. Jahrhundert                                             | D-7-79-228-118 | Bildstock              |
| Kapellenfeld; zwischen Eulenhof und Amerbacherkreut (Standort) | Feldkapelle            | rechteckiges Gehäuse mit dreiseitigem Schluss, im Kern 18. Jahrhundert                                                                  | D-7-79-228-117 | Feldkapelle            |
| Oberfeld (Standort)                                            | Katholische Wegkapelle | rechteckiges Gehäuse mit eingezogenem halbrunden Schluss und Dachreiter über der Giebelwand, 2. Hälfte 17. Jahrhundert; mit Ausstattung | D-7-79-228-116 | Katholische Wegkapelle |

### Steinbühl
| Lage                                  | Objekt      | Beschreibung | Akten-Nr.      | Bild |
| ------------------------------------- | ----------- | --- | -------------- | ---- |
| Der Lange Schlag; Fuchsbau (Standort) | Waldkapelle | an drei Seiten mit Rundbögen geöffnetes Gehäuse mit dreiseitigem Schluss, gestuftem Schweifgiebel, Pilastergliederung und kräftigen Gesimsen, 2. Hälfte 17. Jahrhundert | D-7-79-228-104 | BW   |

### Wallfahrt
| Lage                            | Objekt                                       | Beschreibung | Akten-Nr.     | Bild                 |
| ------------------------------- | -------------------------------------------- | --- | ------------- | -------------------- |
| Oettinger Straße 100 (Standort) | Katholische Wallfahrtskirche Maria Brünnlein | landschaftsprägender Bau, Wandpfeilerkirche mit eingezogenem, halbrund geschlossenem Chor, Turm mit Oktogon und Laternenhaube südlich am Chor und ebenfalls an die Chorseiten angebauten, wenig vorkragenden Sakristei- und Nebenräumen mit darüber liegenden Oratorien, die das Gebäude zu einem nahezu geschlossenen Baublock ergänzen, Außenbau schlicht mit Kolossalpilastern an der Giebelfassade, ädikulagerahmtem Westportal und aufgeputzter Eckquaderung am Turm, 1748 ff. Neubau nach Plänen von Franz Joseph Roth, 1766 ff. Errichtung des Turms; mit Ausstattung | D-7-79-228-58 | weitere Bilder       |
| Oettinger Straße 103 (Standort) | Ehemaliges Pfarrhaus                         | erdgeschossiger Walmdachbau mit Putzrahmen um die Fenster, Fachwerkgauben und neugotischer Tür, 1746 (bezeichnet) | D-7-79-228-60 | Ehemaliges Pfarrhaus |
| Oettinger Straße 107 (Standort) | Gasthof Wallfahrt                            | zweigeschossiger Walmdachbau mit mittigem, von Pilastern gerahmtem Portal mit Obeliskenaufsätzen, Mitte 18. Jahrhundert, modern erweitert | D-7-79-228-61 | Gasthof Wallfahrt    |

## Ehemalige Baudenkmäler
In diesem Abschnitt sind Objekte aufgeführt, die früher einmal in der Denkmalliste eingetragen waren, jetzt aber nicht mehr. Objekte, die in anderem Zusammenhang – also z. B. als Teil eines Baudenkmals – weiter eingetragen sind, sollen hier nicht aufgeführt werden. Aktennummern in diesem Abschnitt sind ehemalige, jetzt nicht mehr gültige Aktennummern.

| Lage                                  | Objekt             | Beschreibung | Akten-Nr.      | Bild         |
| ------------------------------------- | ------------------ | --- | -------------- | ------------ |
| Wemding Fischkasten 15 (Standort)     | Wohnhaus           | zweigeschossiger Satteldachbau mit offenem Fachwerk in Ober- und Giebelgeschoss mit Aufzugsöffnungen, 3. Viertel 16. Jahrhundert, 1975 erneuert | D-7-79-228-13  | BW           |
| Wemding Langgasse 7 (Standort)        | Wohnhaus           | Ehemaliges Predigerhaus, Wohnhaus, zweigeschossiger Satteldachbau, im Kern 2. Hälfte 17. Jahrhundert                                            | D-7-79-228-244 | BW           |
| Wemding Langgasse 34 (Standort)       | Korbbogiges Hoftor | mit Pforte, darüber Fresko, bezeichnet 1830 | D-7-79-228-29  | BW           |
| Wemding Wallfahrtstraße 10 (Standort) | Korbbogentor       | zum Hof, 18. Jahrhundert | D-7-79-228-83  | Korbbogentor |

## Abgegangene Baudenkmäler
In diesem Abschnitt sind Objekte aufgeführt, die früher einmal in der Denkmalliste eingetragen waren, jetzt aber nicht mehr existieren, z. B. weil sie abgebrochen wurden. Aktennummern in diesem Abschnitt sind ehemalige, jetzt nicht mehr gültige Aktennummern.

| Lage                                      | Objekt     | Beschreibung | Akten-Nr.     | Bild       |
| ----------------------------------------- | ---------- | --- | ------------- | ---------- |
| Wemding Labergasse 11 (Standort)          | Wohnhaus   | zweigeschossiger Satteldachbau mit offener, aufgebretterter Fachwerkfiguration an Obergeschoss und Giebel, im Kern 2. Hälfte 17. Jahrhundert | D-7-79-228-21 | Wohnhaus   |
| Wallfahrt Oettinger Straße 102 (Standort) | Mesnerhaus | eingeschossig, Mitte 19. Jahrhundert | D-7-79-228-59 | Mesnerhaus |